# Rahel Radiansyah
Rahel Radiansyah (sinh ngày 22 tháng 5 năm 1991) là một cầu thủ bóng đá người Indonesia hiện tại thi đấu cho Persiba Balikpapan ở Indonesia Super League hay thi đấu cho Indonesia Soccer Championship A. Anh cũng thi đấu cho Persisam Putra Samarinda U-21, với đội dự bị, anh ghi 11 bàn thắng trong hai mùa giải.